# Cochoa beccarii
Cochoa beccarii là một loài chim trong họ Turdidae.